# شب تغییر می‌کنه
«شب تغییر میکنه» تک‌آهنگی از وان دایرکشن است که در سال ۲۰۱۴ میلادی منتشر شد. این تک‌آهنگ در آلبوم چهار (آلبوم وان دایرکشن) قرار داشت.
این تک‌آهنگ در چارت‌های در رتبه اول و در چارت‌های، بریتانیا جزو ده ترانه اول قرار گرفت.